# Quintinius Primanus

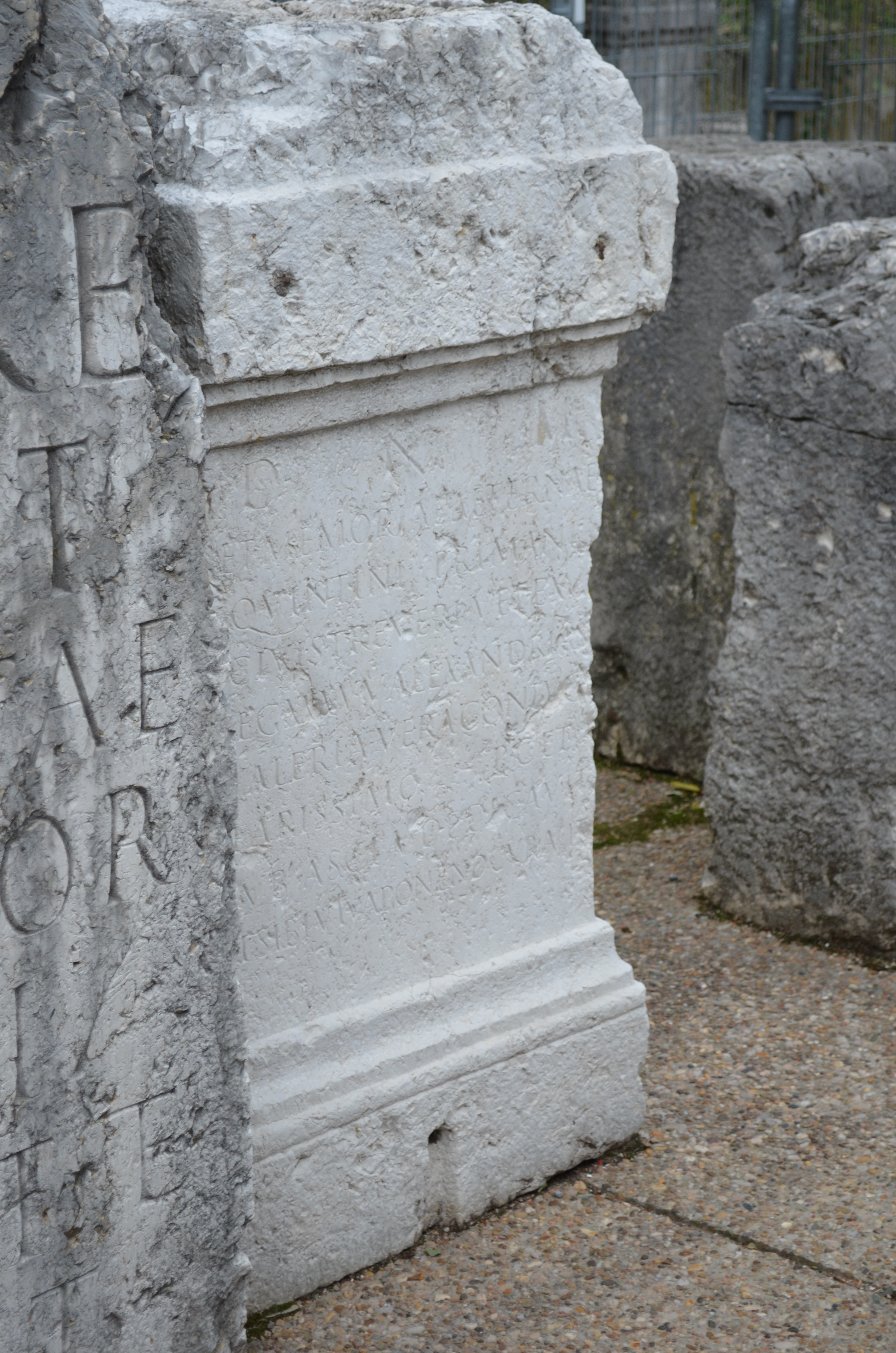
Die Inschrift

Quintinius Primanus war ein im 3. Jahrhundert n. Chr. lebender Angehöriger der römischen Armee.
Durch eine Inschrift, die in Lugudunum gefunden wurde, ist belegt, dass Primanus Veteran der Legio XXX Ulpia Victrix war. Der Grabstein wurde von seiner Ehefrau Valeria Vera für ihn und sie selbst (zu ihren Lebzeiten) aufgestellt und unter der Ascia geweiht. Da die Legion in der Inschrift den Beinamen „Alexandriana“ trägt, kann das Grabmal in die Regierungszeit des Kaisers Severus Alexander (222–235) datiert werden.